# Rezerwat przyrody Piekiełko koło Tomaszowa Lubelskiego
Piekiełko koło Tomaszowa Lubelskiego – rezerwat przyrody nieożywionej znajdujący się na terenie gminy Tomaszów Lubelski, w powiecie tomaszowskim, w województwie lubelskim.
- położenie geograficzne – Roztocze Środkowe[1]
- powierzchnia (dane nadesłane z nadleśnictwa) – 1,20 ha (akt powołujący podawał 1,24 ha)
- rok utworzenia – 1962
- dokument powołujący – Zarządzenie Ministra Leśnictwa i Przemysłu Drzewnego z dnia 18 lipca 1962 roku w sprawie uznania za rezerwat przyrody (MP nr 60, poz. 287).
- przedmiot ochrony (według aktu powołującego) – zachowanie skupiska głazów narzutowych w miejscowości Łaszczówka.

Obszar rezerwatu podlega ochronie czynnej.